# ألويس بي. كوفمان
ألويس بي. كوفمان هو سياسي أمريكي، ولد في 23 ديسمبر 1902 في سانت لويس في الولايات المتحدة، وتوفي بنفس المكان في 12 فبراير 1984. نشط حزبياً في الحزب الجمهوري.